# 白黒リバーサルフィルム

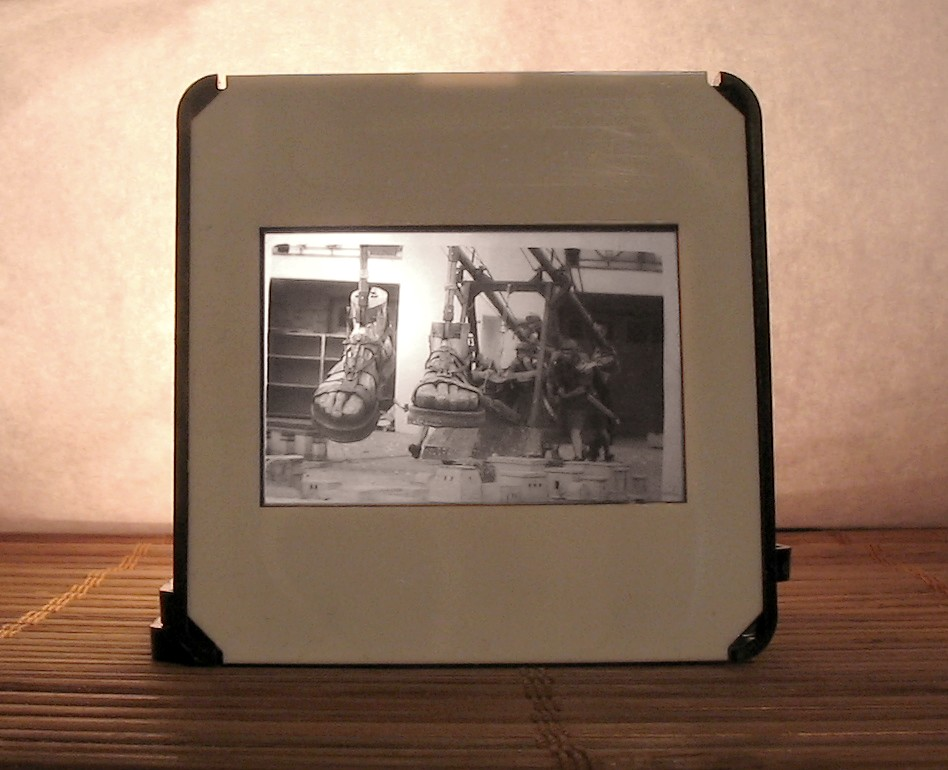
撮影・現像済みの白黒リバーサルフィルム。スライド用マウントに収まっている。

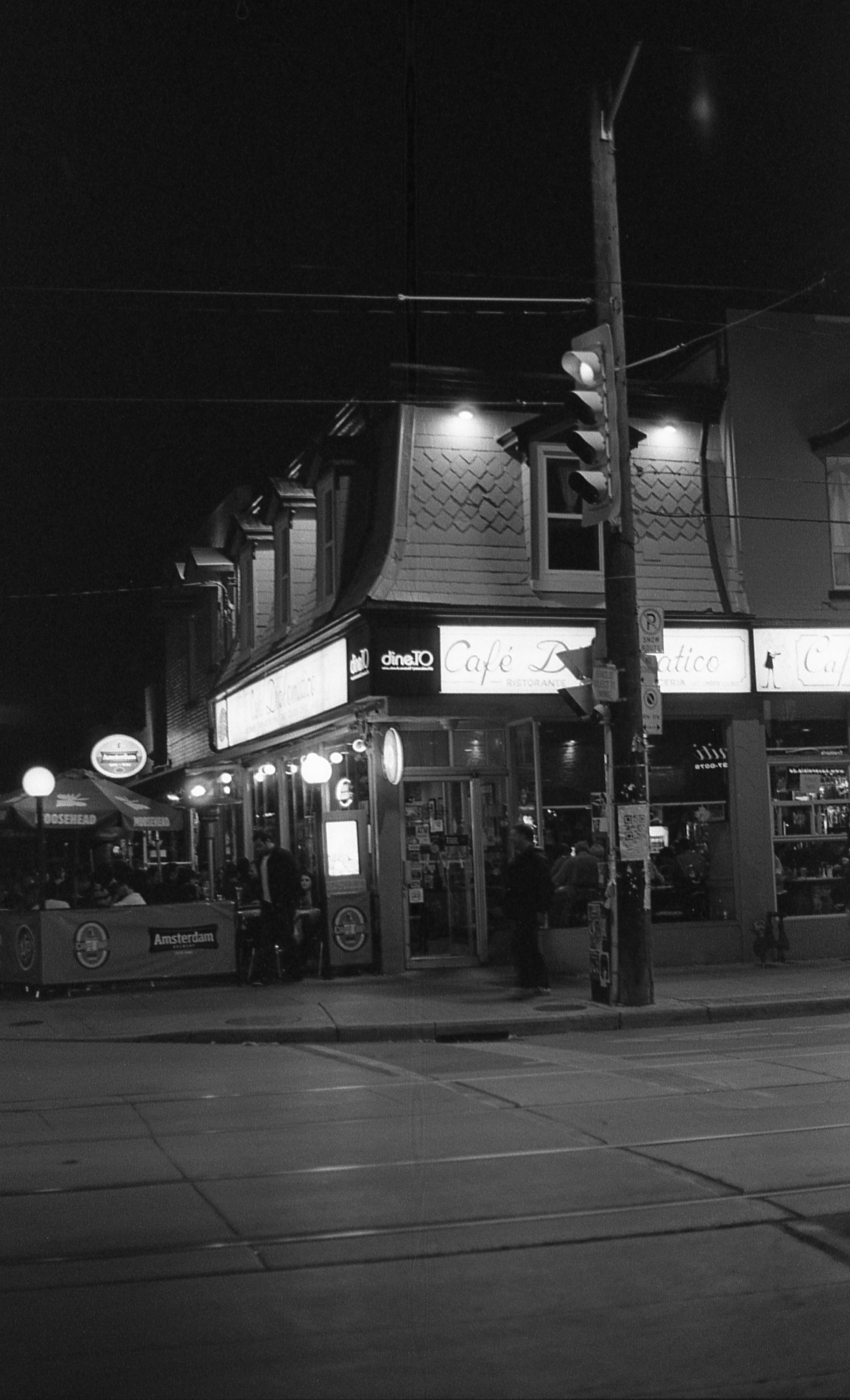
白黒リバーサルフィルムであるコダックトライXで撮影された写真。

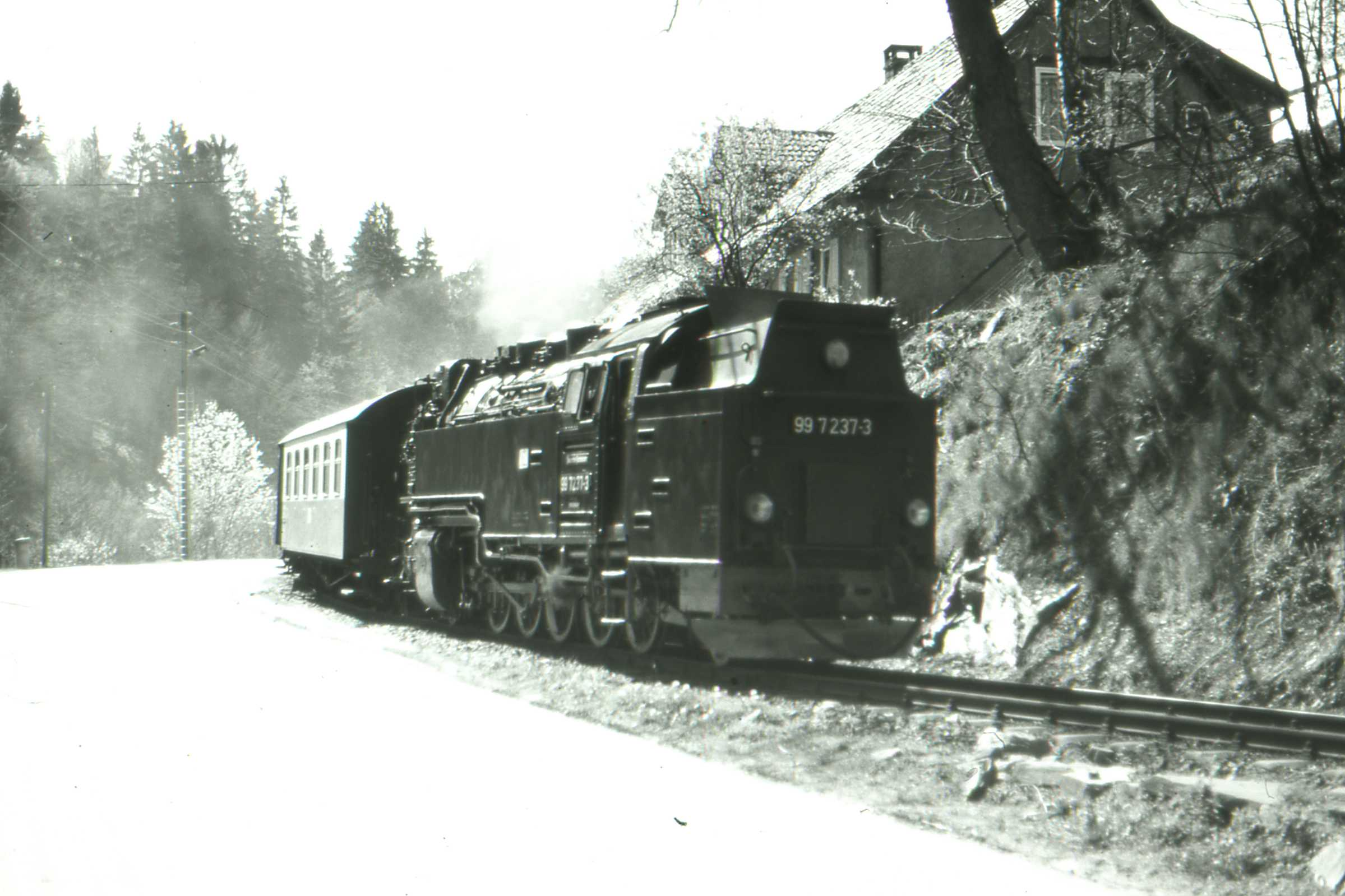
白黒リバーサルフィルムであるORWO UP15（生産終了品）で撮影された写真。

白黒リバーサルフィルム（しろくろリバーサルフィルム）は、写真フィルムの分類で、白黒のリバーサルフィルム（リバーサルの白黒フィルム）である。原理等はカラーのリバーサルフィルムと同様で、白黒反転フィルムや白黒ポジフィルムや白黒スライドフィルム等と呼ばれることも同様である。カラー写真におけるクロス現像と比べ、白黒写真では白黒ネガフィルムをリバーサル現像することはさほど特殊なことではないが、ベースを透明としたり、感光材をリバーサル現像やスライド向けに調整された製品が、白黒リバーサルフィルムとして生産・販売されている。
白黒写真用のフィルムはスライドおよび商業印刷に、35mmフィルムは劇場用映画等の上映用プリントに、16mmフィルムおよび8mmフィルムは小型映画等の撮影用に使用される。
2011年現在も、コダック（アメリカ合衆国）、ORWO（ドイツ）、フォマ・ボヘミア（チェコ）等各社が、写真用・映画用の白黒リバーサルフィルムを製造販売している（後述）。

## 略歴・概要
1923年、アマチュア映画用の小型映画のために、コダックが、16mmの白黒リバーサルフィルム、その映写機コダスコープ、撮影機シネコダックを発表した。同フィルムは安全フィルムであった。同時期に劇場用映画のディフュージョン版を家庭で上映するためにフランスのパテが生み出した規格である9.5mmフィルムで、小型映画用の撮影機パテベビーでの撮影用に、白黒リバーサルフィルム（ダイレクトフィルム、ROFとも）が発売されている。
1953年1月、富士フイルムは、白黒リバーサルフィルム「ネオパン反転8mmフィルム」「ネオパン反転16mmフィルム」を発表する。
1955年、コダックは白黒リバーサルフィルム「コダック プラスX リバーサルフィルム 7276」「コダック トライX リバーサルフィルム 7278」の製造販売を開始、後者の貢献によりコダックは、第28回アカデミー賞科学技術賞を受賞している。
1960年10月、富士フイルムは、商業印刷・製版用に「富士製版用反転フィルム」を発表する。1962年（昭和37年）、コダックは劇場用映画のプリントフィルム用に「イーストマン リバーサル白黒プリントフィルム 7361」（オルソタイプ）を発売する。
写真用白黒リバーサルフィルムについては、ドイツのアグフア・ゲバルトが製造販売し、もっとも普及していたアグフアスカラが、2005年5月、135フィルム、ブローニーフィルム（120フィルム）、大判カメラ用シートフィルム（4×5 シノゴ判）の全製品が生産終了した。これをもって「世界唯一の白黒リバーサルフィルムが消滅した」とするのは誤りである。前述のムービー用等の他写真用についてもそれ以前もそれ以後も、チェコのフォマ・ボヘミアによる「フォマパンR」、ドイツのギガビットフィルムによる「ギガビットフィルムDIA」、同じくローライの「ローライRSD」の製造販売が（2014年現在）続けられている。⇒ #おもな製品

## 現像

### 基本プロセス
コダックが示す基本的な現像工程の定義は以下の通りである。
1. 第一現像 - 撮影によって感光したハロゲン化銀の結晶を金属銀に還元してネガ画像を起こす。時間と温度が仕上がりを左右する。全暗室で行う。
2. 水洗 - 第一現像液を除去する。全暗室で行う。
3. 漂白 - 金属銀がかたちづくるネガ画像を溶解するが、残留したハロゲン化銀には影響は及ぼさない。全暗室で行う。
4. 水洗 - 漂白液を除去する。全暗室で行う。
5. 洗浄 - 水洗で落とせなかった漂白液を完全に除去し、第二現像に備える。
6. 再露光 - 撮影時に感光しなかったハロゲン化銀の結晶を感光させる。
7. 第二現像 - 再露光で感光したハロゲン化銀を金属銀に還元してポジ画像を起こす。
8. 水洗 - 第二現像液を除去する。
9. 定着 - 感光しなかったハロゲン化銀をすっかり除去し、産出する金属銀を最低限に抑える
10. 最終水洗 - 定着液を除去する
11. 乾燥

### フォマ・ボヘミア推奨プロセス
フォマ・ボヘミアが自社の白黒リバーサルフィルム「フォマパンR100」、同社の「フォマパンR100現像液キット」を使用した処方は以下の通り。キット全体の分量は、135フィルム36枚撮り8本分、あるいは10.5 m (34 ft)長のダブル8で2本分、30 m (98 ft)長の16mmフィルムにそれぞれ相当するが、以下は36枚撮り1本分を手現像するための処方。それぞれの浴液は330mlを用意することになる。
- 現像液 - 300mlの水＋30mlのA液
- 漂白液 - 300mlの水＋30mlのB1液＋B2粉末
- 洗浄液 - 300mlの水＋30mlのC液
- 定着液 - 300mlの水＋60mlのD液

1. 第一現像 - 12分、摂氏20度±0.5、全暗室で行う
2. 水洗 - 2分、摂氏20度±0.5、流水で行う、全暗室で行う
3. 漂白 - 8分、摂氏20度±0.5、全暗室で行う
4. 水洗 - 2分、摂氏20度±0.5、流水で行う、全暗室で行う
5. 洗浄 - 3分、摂氏20度±3.0
6. 水洗 - 2分、摂氏20度±5.0、流水で行う
7. 再露光 - 30秒を2回
8. 第二現像 - 5分、摂氏20度±0.5、第一現像での使用済み現像液を使用する
9. 水洗 - 2分、摂氏20度±5.0、流水で行う
10. 定着 - 4分、摂氏20度±3.0
11. 水洗 - 10分、摂氏20度±5.0、流水で行う
12. 最終水洗 - 蒸留水で行う

## ネガフィルムをリバーサル現像する

### コダック推奨プロセス
コダックが自社の白黒ネガフィルム「コダックプロフェッショナルT-MAX100」および「コダックプロフェッショナルテクニカルパン」を、同社の現像液キット「コダックプロフィットT-MAX100ダイレクトポジティヴフィルムデヴェロッピングアウトフィット」を使用してリバーサル現像し、現像済みリバーサルフィルムを得るための処方である。キット全体の分量は、135フィルム36枚撮り12本分である。コダックのカラーリバーサルフィルム現像処方であるE-6現像同様、再露光は行なわず化学的に処理している。
- 第一現像液 - 946 ml
- 漂白液 - 3,780 ml
- 洗浄液 - 946 ml
- 第二現像液 - 946 ml
- 定着液 - キットに付属していないので、「コダックラピッドフィクサー」「コダックポリマックスT」「コダフィックスソリューション」「コダックユニフィックス」を用意する
- フォトフロー - キットに付属していないので「コダックフォトフローソリューション」を用意する

1. 第一現像 - 8分、摂氏20度、全暗室で行う
2. 水洗 - 2分、摂氏19-21度、流水で行う、全暗室で行う
3. 漂白 - 2分、摂氏19-21度、全暗室で行う
4. 水洗 - 2分、摂氏19-21度、流水で行う、全暗室で行う
5. 洗浄 - 2分、摂氏19-21度
6. 第二現像 - 6分、摂氏20度、第一現像での使用済み現像液を使用する
7. 水洗 - 30秒、摂氏19-21度、流水で行う
8. 定着 - 5分、摂氏19-21度
9. 最終水洗 - 20分、摂氏18-24度、「コダックハイポクリアリングエージェント」を使用した水洗促進浴を行うと時間が短縮できる
10. フォトフロー - 30秒、摂氏19-21度
11. 乾燥 - 摂氏60度以上の高温におかないこと

### イルフォード推奨プロセス
イルフォードが自社の白黒ネガフィルム「FP4 Plus」あるいは「DELTA 100 PROFESSIONAL」を、同社の現像液等を使用してリバーサル現像し、現像済みリバーサルフィルムを得るための処方である。手現像が想定されている。
- 第一現像液 - 「イルフォードブロモフェン」1:1希釈、あるいは「イルフォードPQユニヴァーサル」1:5希釈のいずれかを使用、強化するためにハイポを1リットルあたり12グラム加える
- 漂白液 - A液（2グラムの過マンガン酸カリウムを500mlの水に加えた溶液）、B液（10mlの濃硫酸を490mlの水に加えた溶液）の2液をつくり混合する
- 洗浄液 - 25グラムのピロ亜硫酸カリウムあるいはピロ亜硫酸ナトリウムを800mlの水に溶かし、溶けたところで水を加えて1リットルにする
- 第二現像液 - 「イルフォードPQユニヴァーサル」1:9希釈
- 定着液 - 「イルフォードラピッドフィクサー」1:4希釈、あるいは「イルフォードハイパム」1:4希釈

1. 第一現像 - 12分、摂氏20度、全暗室で行う
2. 水洗 - 5分、摂氏20度、流水で行う、全暗室で行う
3. 漂白 - 5分、摂氏20度、全暗室で行う
4. 水洗 - 1分、摂氏20度、タンクで行う、全暗室で行う
5. 洗浄 - 2分、摂氏20度
6. 水洗 - 30秒、摂氏20度、流水で行う
7. 再露光 - 片サイド30秒、100ワット電球あるいは蛍光灯下で行う
8. 第二現像 - 6分、摂氏20度
9. 水洗 - 30秒、摂氏20度、流水で行う
10. 定着 - 5分、摂氏20度
11. 水洗 - 10分、摂氏20度、流水で行う
12. 乾燥

## ラボ
コダックの提供するラボ（現像所・現像場）検索によれば、映画用16mmフィルムの白黒リバーサル現像を行っているラボは、米国に12社、イギリスに1社、ドイツに3社、イタリアに2社、オランダに2社、カナダに2社、香港に1社、インドに1社、エジプトに1社、オーストラリアに1社であり、日本国内では唯一レトロエンタープライズが16ミリのリバーサル現像を行っている。スーパー8の白黒リバーサル現像を行っているラボは、米国に8社、イギリスに1社、ドイツに2社、イタリアに1社、オランダに2社、オーストラリアに1社、ニュージーランドに1社、日本に1社である。日本のラボ（レトロエンタープライズ）ではかつてはネガ現像だけであったが、2013年1月より8ミリ・16ミリの白黒リバーサル現像に対応している。コダックは自社で現像を行なっておらず、日本法人のウェブサイトで海外商業ラボとしてドウェインズ・フォト（カンザス州）の名を挙げているが、上記検索では、白黒リバーサルフィルムの現像を扱っていない。
写真用の白黒リバーサル現像については、フィルムの販売会社が行っている場合がある。フォマ・ボヘミアやアドックスといったフィルムの製造会社は、現像液を製造販売を行っている。

### 世界のラボの一覧
| 国               | ラボ                                                   | 35mm | 16mm | スーパー16 | スーパー8 | 備考 |
| ---------------- | ------------------------------------------------------ | ---- | ---- | ---------- | --------- | ---- |
| 米国             | アルファ・シネ・ラボラトリー                           |      | 対応 | 対応       | 対応      |      |
| 米国             | BPSフィルム・プロセシング・ラボラトリー                |      | 対応 |            | 対応      |      |
| 米国             | シネポスト                                             |      | 対応 |            |           |      |
| 米国             | シネラボ                                               |      | 対応 | 対応       | 対応      |      |
| 米国             | ダブル・エクスポジュア・ラボ                           | 対応 |      |            |           |      |
| 米国             | イメージ・クィルト                                     | 対応 | 対応 |            |           |      |
| 米国             | ジャヴァフォト・ドット・コム                           |      | 対応 | 対応       |           |      |
| 米国             | PACラボ                                                |      | 対応 | 対応       | 対応      |      |
| 米国             | ピッツバーグ・フォトグラフィック・サーヴィシーズ       |      |      |            | 対応      |      |
| 米国             | プレップ・フィルム・サーヴィス                         |      | 対応 | 対応       |           |      |
| 米国             | プロ8mm                                                |      | 対応 | 対応       | 対応      |      |
| 米国             | スペクトラ・フィルム・アンド・ヴィデオ                 |      | 対応 | 対応       |           |      |
| 米国             | トランスヴィデオ                                       |      | 対応 | 対応       | 対応      |      |
| 米国             | エール・フィルム&ヴィデオ                              |      | 対応 | 対応       | 対応      |      |
| イギリス         | ザ・ワイドスクリーン・センター                         |      |      |            | 対応      |      |
| イギリス         | ナ・ウ・ヒア                                           |      | 対応 | 対応       |           |      |
| ドイツ           | アンデック・フィルムテクニーク                         |      | 対応 | 対応       | 対応      |      |
| ドイツ           | カール・フィルム&TV                                    |      | 対応 |            |           |      |
| ドイツ           | ヴィットナー・シネテック                               |      | 対応 | 対応       | 対応      |      |
| イタリア         | フォトチネマ                                           | 対応 | 対応 | 対応       |           |      |
| イタリア         | ムーヴィ・アンド・サウンド・フィレンツェ               | 対応 | 対応 | 対応       | 対応      |      |
| オランダ         | ベッカー・メディア・センター                           |      |      |            | 対応      |      |
| オランダ         | パララックス                                           |      | 対応 | 対応       |           |      |
| オランダ         | スーパー8・リヴァーサル・ラボ                          |      | 対応 |            | 対応      |      |
| カナダ           | ブラック&ホワイト・フィルム・ファクトリー              | 対応 | 対応 | 対応       |           |      |
| カナダ           | エグゼクティヴ・フィルム&ヴィデオ                      |      |      | 対応       |           |      |
| 香港             | マンダリン・ラボラトリー                               | 対応 | 対応 |            |           |      |
| インド           | プラサード・フィルム・ラボラトリーズ                   | 対応 | 対応 | 対応       |           |      |
| エジプト         | エジプシャン・メディア・フォー・シネマ・プロダクション | 対応 | 対応 | 対応       |           |      |
| オーストラリア   | アヴィッド・テック                                     | 対応 |      | 対応       |           |      |
| オーストラリア   | フィルム・プラス                                       |      | 対応 |            | 対応      |      |
| オーストラリア   | ナノ・ラボ                                             |      | 対応 | 対応       |           |      |
| ニュージーランド | フィルム・ラボ                                         |      |      |            | 対応      |      |
| 日本             | レトロエンタープライズ                                 |      | 対応 | 対応       | 対応      |      |
| 日本             | 田村写真                                               | 対応 |      |            |           |      |

## おもな製品

### コダック
米国のコダックは、スーパー8と16mmフィルム（コア巻き・両目はダブル8用）の2つの映画用フィルムを白黒リバーサルとして製造販売している。
- コダック トライX 白黒リバーサルフィルム 7266
  - スーパー8 - ISO 200/160, 50フィート、通常商品
  - 16mmフィルム - 以下いずれもの特注品[17]
    - 100フィート - スプール巻き、片目・両目（両側パーフォレーション）あり[17]
    - 200フィート - A巻き・コア巻き、片目、アートンA-Minima用[17]
    - 400フィート - コア巻き、片目・両目あり、両目はダブル8用[17]

### ORWO
フィルモテックが、ドイツのORWOブランドを継承している。
- ORWO UN54 - 映画用フィルム、ネガフィルムもある

### スヴェーマ
ウクライナのスヴェーマは、写真用および映画用フィルムで白黒リバーサルを製造販売している。
- OCh-50 （ОЧ-50） - ISO50、ダブル8、およびカセット入りスーパー8あり[18][19]
- OCh-200 （ОЧ-200） - ISO200

### フォマ・ボヘミア
チェコのフォマ・ボヘミアは写真用および映画用フィルムで白黒リバーサルを製造販売している。
- フォマパンR100
  - 写真用135フィルム
  - 16mmフィルム （片側パーフォレーション）
  - ダブル8（スタンダード8mmフィルム ）
  - ダブルランスーパー8

### ギガビットフィルム
ドイツのギガビットフィルムは写真用の白黒リバーサルフィルムを製造販売している。
- ギガビットフィルム135/36 DIA

### ローライ
ドイツのマコがローライブランドを継承している。「RSD」は「ローライ・スライド・ダイレクト」の略である。
- ローライRSD
  - 写真用135フィルム
  - 写真用120フィルム
  - シートフィルム - 4×5 シノゴ判、8×10 バイテン、10×10判

### カール
ドイツのカール・フィルム&TVは、映画用の白黒リバーサルを製造販売している。
- カールUP24
  - スーパー8
  - スタンダード8
  - ダブルランスーパー8
  - 16mmフィルム
- カールドクメント12
  - スーパー8

### ヴィットナー
ドイツのヴィットナー・シネテックは、映画用の白黒リバーサルを製造販売している。
- ヴィットナーB&W 54 - スーパー8用・ダブル8用2種、ISO 200（原反ORWO UN54）
- ヴィットナーTXR 200 - ダブル8用、ISO 200（原反コダックトライX）

### レトロエンタープライズ
日本のレトロエンタープライズは、ドイツのORWOブランドを継承しているフィルモテックと提携し、「ORWO UN54」を原版に「レトロX」を製造販売している。
- レトロX - シングル8用

### イルフォード
2011年現在、イギリスのイルフォードブランドを継承するハーマンテクノロジーは、白黒リバーサルフィルムを製造販売していないが、下記のネガフィルムを反転現像することで、現像済みポジ画像を得られる（リバーサルフィルムに転用できる）として、現像工程の処方を公表している。
- PAN F Plus
- FP4 Plus
- DELTA 100 PROFESSIONAL

### アドックス
ドイツのアドックスは、新たに白黒リバーサルフィルムアドックススカラ160の製造販売を始めた。なお、白黒ネガフィルムではあるが、反転現像により現像済みポジ画像を得られる（リバーサルフィルムに転用できる）としていたアドックスオルト25は製造中止となっている。
- アドックススカラ160 - 写真用135フィルム

### 生産終了
- Agfa Scala 200X - ドイツのアグフア・ゲバルトが製造販売していたが、2005年に生産終了した[9]。
- Fortepan 100 - ハンガリーのフォルテの白黒リバーサルフィルム、1990年生産終了[25]。
- Bergger - フランスのベルゲール（英語版）は現在では白黒シートフィルムのみを扱っている[26] 。
- コダック プラスX 白黒リバーサルフィルム 7265 - 2010年5月、16mmフィルム全面生産終了[17]。
- ORWO UP15 - 1990年ころ生産終了
- ADOX ORTHO25 - 写真用135フィルム